# Malamir
Malamir (bolgarsko Маламир, Malamir)  je bil bolgarski kan, ke je vladal od leta 831 do 836, * ni znano, † 836.
Bil je sin kana Omurtaga in vnuk kana Kruma. Njegovo ime je morda slovanskega porekla, kar pomeni, da je bil prvi bolgarski kan s slovanskim imenom. Obstaja tudi druga teorija, ki trdi, da je ime iransko, ker je v Iranu mesto Malamir. Oboje vodi so domneve, da je bila njegova mati Slovanka, česar se ne da dokazati.
Na bolgarski prestol je prišel leta 831 po smrti očeta Omurtaga, ker se je starejši brat Enravota (Voin,  Bojan) po pokristjanjenju odrekel svojim pravicam do nasledstva.  Ob prevzemu oblasti je bil morda še mladoleten in neizkušen  in je v njegovem imenu vladal  kavkan Isbul. 
Malamir je okrog leta 833 usmrtil brata Enravota, ker se ni hotel odreči krščanstvu. Po izteku dvajsetletne mirovne pogodbe z Bizantinskim cesarstvom leta 836 je cesar Teofil opustošil bolgarske obmejne pokrajine. Bolgari so se mu maščevali in pod Isbulovim poveljstvom prodrli do Odrina. Približno takrat ali morda že prej so Bolgari priključili Filipopolis (sodobni Plovdiv) in njegovo okolico. Več ohranjenih spominskih napisov iz obdobja Malamirove vladavine omenja bolgarske zmage in nadaljevanje gradnje v Pliski in njeni okolici. Malamir je umrl leta 836, domnevno v maščevanju za usmrtitev starejšega brata.
Več starejših študij Malamirja istoveti z njegovim naslednikom  Presijanom in trdi, da je vladal do 850. let in bil predhodnik Borisa I.. Trditev je zelo malo verjetna, ker ga je dokazano nasledil nečak, sin brata Zvinice, medtem ko je bil predhodnik Borisa I. njegov oče Presijan. Zlatarski je iz razdrobljenih virov uspel ugotoviti, da je bil neimenovani Malamirjev nečak v resnivci Presijan, Boris I. pa Presijanov sin.

## Džagfar tarihi
Džagfar tarihi (Zgodovina Džagfarja), sporno besedilo v ruskem jeziku, ki naj bi bilo delen prevod zgodnjih zgodovinskih gradiv o Bolgarih, Hazarih in drugih evrazijskih nomadskih ljudstvih, ki so jih v 17. stoletju zbrali Volški Bolgari, omenja Balamirja (Malamirja) kot sina Jumirčaka (Omurtaga) in brata  Sabanaša (Zvinice), ki je bil oče Birdžihana (Presijana).

## Zanimivost
Po Malamirju se imenuje Malamir Knoll na otoku  Greenwich Island v Južnih šetlandskih otokih na Antarktiki.

## Vira
- Jordan Andreev, Ivan Lazarov, Plamen Pavlov, Koj koj e v srednovekovna Bălgarija, Sofia 1999.
- Bahši Iman. Džagfar Tarihy, vol. I, Orenburg 1997.

| Malamir Klan Krum ali DuloRojen: ni znano Umrl: 836 |                       |                     |
| Vladarski nazivi                                    |                       |                     |
| Predhodnik: Omurtag                                 | Bolgarski kan 831–836 | Naslednik: Presijan |